# Novaïa Malykla
Novaïa Malykla (Но́вая Малыкла́) est un village de Russie de l'oblast d'Oulianovsk, chef-lieu du raïon (arrondissement) de Novaïa Malykla, qui comprend cinq entités municipales, et de l'établissement rural du même nom qui comprend onze localités. 

## Géographie
Le village se trouve dans la partie nord-est de l'oblast, à 20 km à l'est de Dimitrovgrad et à 95 km d'Oulianovsk, la capitale régionale. La gare ferroviaire de Malykla se trouve à sa limite nord, sur la ligne Oulianovsk-Oufa.
Le village est relié par la route à l'autoroute Oulianovsk-Samara (à l'ouest) et à la route Vyssoky Kolok-Alexeïevskoïe (à l'est).

## Histoire
En 1744, le « hameau nouvellement colonisé sur une hauteur dominant la rivière Malykla » consiste en sept foyers, les izbas étant construites sur un seul rang, sur la rive droite d'une paisible rivière en plaine. Trois maisons appartiennent aux fondateurs du village. En 1762, Malykla compte 120 habitants.
En 1780, le village porte aussi le nom de Borovik et l'on compte 165 Mordves baptisés et 65 âmes (paysans de sexe masculin) soumises à la taxe de révision.
En 1795, l'église de bois est construite par les paroissiens et placée sous le vocable de saint Dimitri de Thessalonique.
Une église de bois est construite en 1837 à Malykla avec un autel principal consacré à Notre-Dame de Kazan et un autel secondaire à saint Nicolas; elle est consacrée en 1842.
Une église de pierre est construite par les paroissiens en 1879, placée sous le vocable de la Sainte Trinité. Une école paroissiale y ouvre en 1881 avec vingt garçons et trois filles dans la petite classe, neuf garçons et une fille dans la classe moyenne et deux garçons et trois filles dans la classe supérieure. Vingt ans plus tard, les élèves sont au nombre de trente-cinq garçons d'ethnie mordve et entretemps en 1890 on ouvre une école de filles avec onze élèves mordves.
En 1881, Novaïa Malykla est peuplée de paysans de la couronne, paysant l'obrok. Il y a 1 366 habitants. En 1890, une école publique de deux classes ouvre au village. En 1904, l'hôpital de zemtsvo est inauguré avec en 1905-1910 la construction de nouveaux bâtiments médicalisés.
La gare de Malykla est construite en 1906.
En 1927-1928, des villageois forment de l'autre côté de la rivière, près de la plantation forestière, un petit artel pour la culture en commun de la terre « Techté » (étoile en mordve). Le raïon de Novaïa Malykla est formé en 1928 avec siège dans ce village. Le kolkhoze Staline est formé en janvier 1930. L'hôpital de Novaïa Malykla compte quinze lits en 1935. Le village dispose d'une école primaire et d'une école de sept classes. Une coopérative de machines agricoles fonctionne dès 1935. En 1943, la région est intégrée à l'oblast d'Oulianovsk.
En 2005, il devient le siège de l'établissement rural de Novaïa Malykla.

## Population
En 2010, Novaïa Malykla abrite 39% de Russes, 30% de Mordves, 11% de Tchouvaches, 10% de Tatars, 5% de tziganes.
- 1959: 1933 habitants
- 1970: 2370 habitants
- 1979: 2908 habitants
- 1989: 3230 habitants
- 2002: 3321 habitants
- 2010: 3273 habitants

## Infrastructures
Le village dispose de l'usine de produits laitiers Molokof, d'un hôpital d'arrondissement, d'un complex sportif, d'un jardin d'enfants, d'une école secondaire, d'une école primaire, d'une maison de la culture, d'une église dépendant de l'éparchie de Melekess et d'une mosquée.